# Hōgai Kanō
Hōgai Kanō (jap. 狩野芳崖 Kanō Hōgai; ur. 1828, zm. 1888) – japoński malarz, przedstawiciel szkoły Kanō.

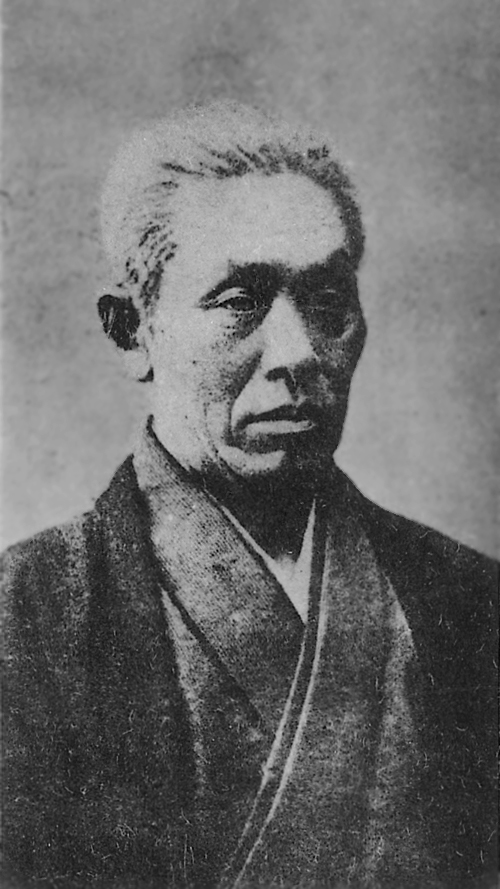
Hōgai Kanō

Uczył się malarstwa w Edo u Shōsen’ina Kanō. W okresie kryzysu związanym z upadkiem siogunatu Tokugawa żył w biedzie, nie będąc w stanie utrzymać się z malowania zajmował się odlewnictwem, handlem i uprawą roli. W 1883 roku spotkał przebywającego w Japonii amerykańskiego kolekcjonera i admiratora japońskiej sztuki Ernesta Fenollosę, który zachwycił się jego pracami i kupił kilka z nich. Wspólnie z Fenollosą, Kakuzō Okakurą i Gahō Hashimoto został członkiem towarzystwa sprawującego pieczę nad tradycyjną sztuką i zabytkami Kraju Kwitnącej Wiśni. W twórczości Kanō zauważalny jest wpływ malarstwa zachodniego, m.in. na pochodzącym z 1883 roku zwoju przedstawiającym bodhisattwę Kannon, gdzie buddyjski temat został przedstawiony w formie wzorowanej na europejskim malarstwie religijnym.

## Galeria

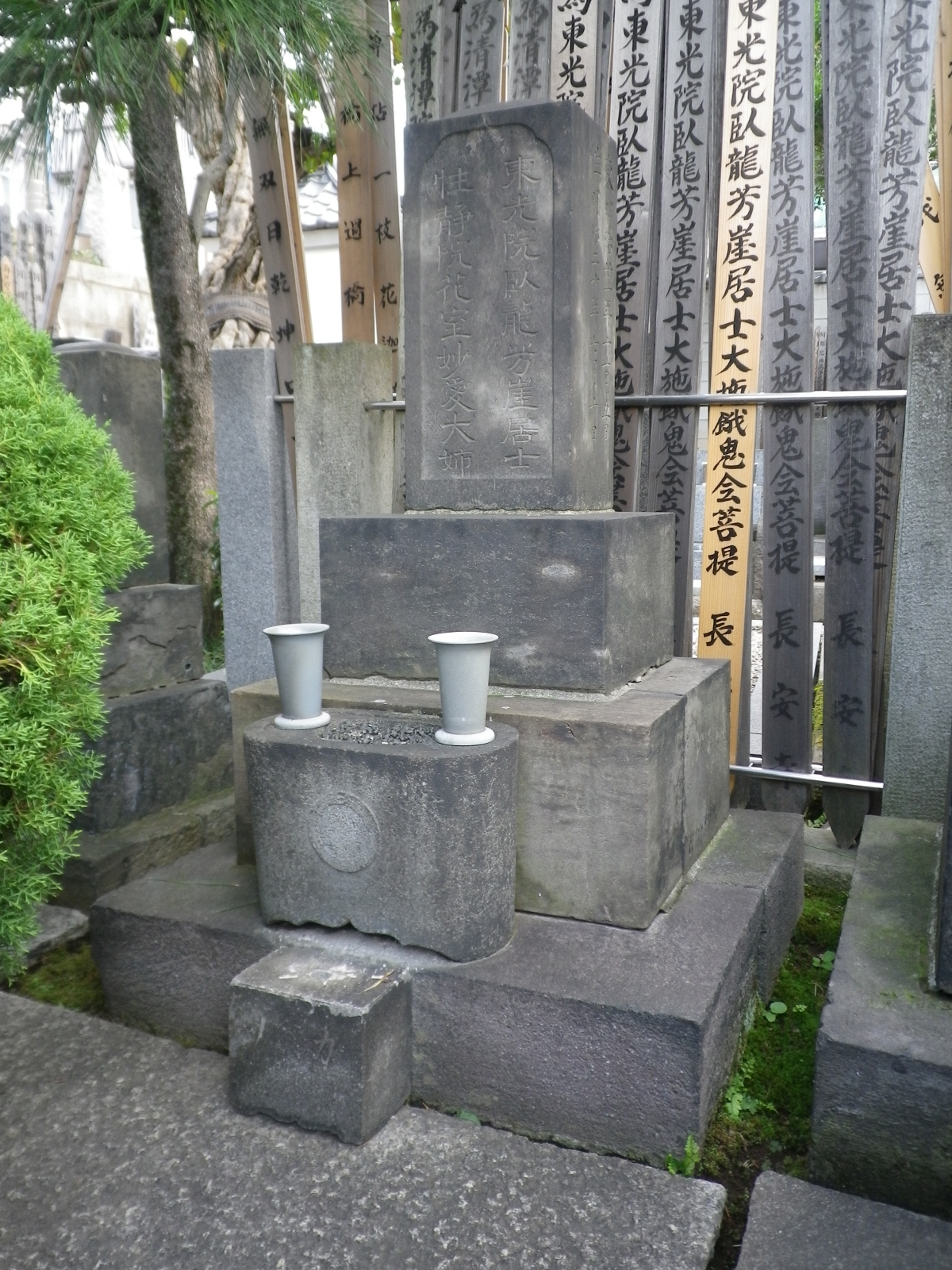
Grób Hōgaia Kanō
Bodhisattwa Kannon
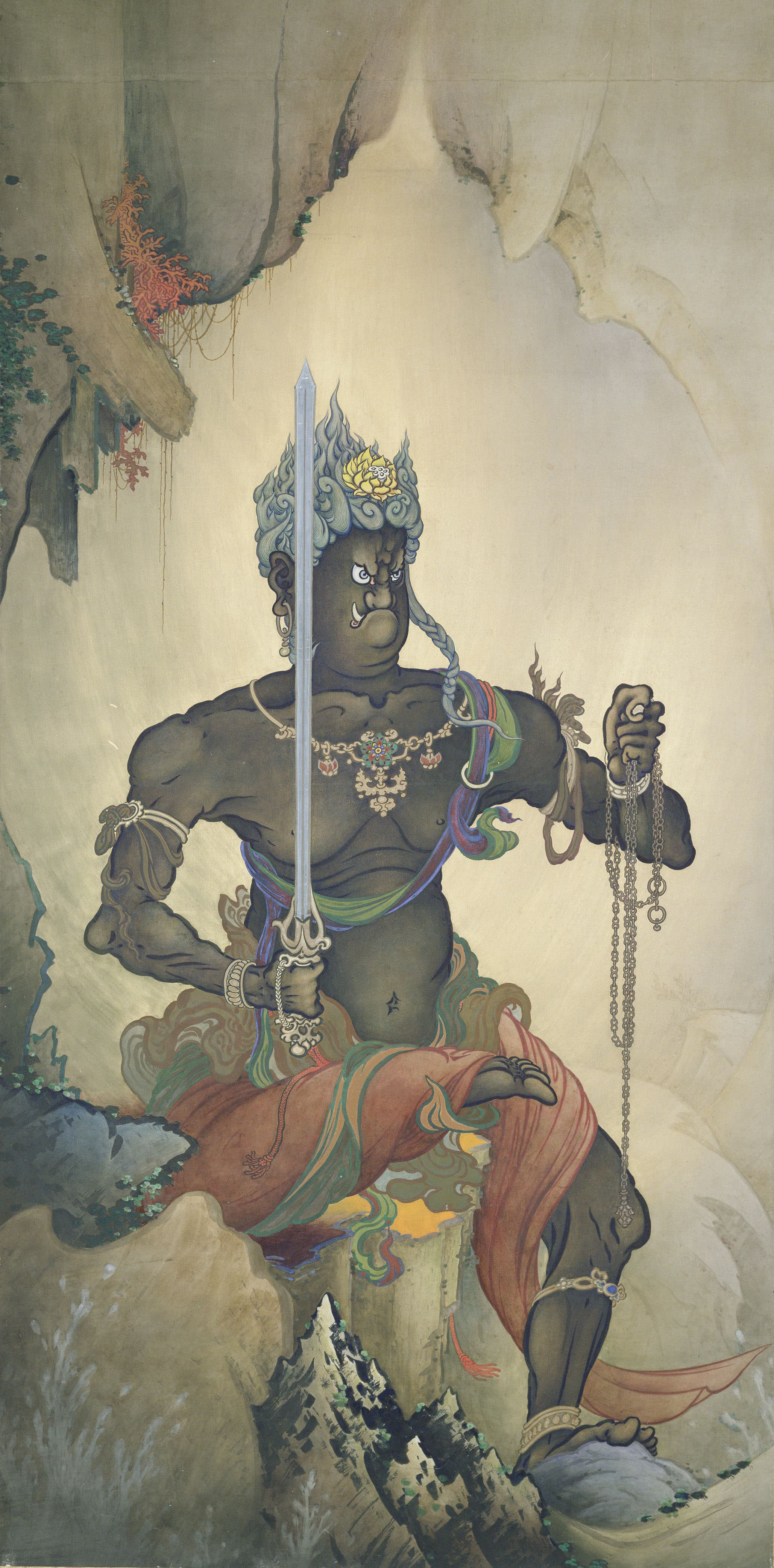
Fudō Myō-ō